# Гольденвейзер Олексій Олександрович
Олексій Олександрович Гольденвейзер (9 грудня 1890, Київ — 4 вересня 1979, Нью-Йорк) — український правознавець, письменник, видавець, громадський діяч. Член Української Центральної Ради (квітень 1918).

## Життєпис
Син юриста Олександра Соломоновича Гольденвейзера і Софії Григорівни (Гершевни) Мунштейн. Навчався в 1-й Київській гімназії. Закінчив Київський університет, слухач Гейдельберзького і Берлінського університетів. Заарештовано 3 листопада 1910 року разом з групою студентів Університету святого Володимира «за поширення в будівлі університету прокламацій в пам'ять страченого Степана Балмашова». За даними Охоронного відділення, належав до студентської фракції партії соціалістів-революціонерів. Повторно заарештований в травні 1911 року.
Читав лекції з теорії права, державного права в Київському університеті. У 1917 році — секретар Ради об'єднаних єврейських організацій Києва, член Київського виконавчого комітету від ради об'єднаних єврейських організацій, член Центральної Ради (Мала рада, квітень 1918). Один з організаторів єврейського демократичного союзу «Єднання» в Києві.
28 липня 1921 року Олексій Гольденвейзер разом з дружиною Євгенією Львівною (уродженої Гінзбург, 1889—1976) залишив Київ і через Польщу поїхав до Німеччини. Гольденвейзер прожив у Берліні близько шістнадцяти років. У Берліні Олексій Гольденвейзер випустив, зокрема, книги «З київських спогадів» (1921) і «Якобінці і більшовики: психологічні паралелі» (1922). Член виконкому Союзу російських євреїв і правління Спілки російської присяжної адвокатури в Німеччині (секретар її рефератної комісії, 1925—1937; з 1928 року заступник голови правління Бориса Гершуні); член російського постійного третейського суду в Берліні і берлінського відділення Комітету з'їздів російських юристів за кордоном. У 1927 році заснував в Берліні Російське республікансько-демократичне об'єднання в Німеччині, задумане як позапартійний об'єднання російських громадян, які визнають за необхідне встановлення в Росії республікансько-демократичного ладу. Був його головою всі роки існування об'єднання (1927—1932). Аж до свого від'їзду з Берліна займався активною адвокатською практикою, головним чином вів цивільні справи. Публікувався в берлінській газеті «Руль», паризьких «Останніх новинах» і «ланки», нью-йоркській газеті «Ранок» (1922), в ризької газеті «Народна думка» (1922—1925), виступав з міжнародними політичними та економічними оглядами, друкував книжкові рецензії.
У 1937 році Гольденвейзери були змушені виїхати з нацистської Німеччини в Америку (в грудні 1943 року сестри Олексія Олександровича були заарештовані нацистами в Ніцці). З 1938 року жив в Нью-Йоркі. У 1942 році заснував Товариство російських юристів. У 1944 р випустив книгу про Якова Тейтель і збірник статей і промов «На захист права». У роки Другої світової війни допомагав імміграції з окупованої Європи. У 1950-ті роки захищав в юридичних інстанціях інтереси громадян, пред'являли претензії до німецького уряду.
Публікувався в «The Russian Review». Співавтор двотомної «Книги про російське єврейство» (1960, 1968).

## Сім'я
- Брати — Олександр Гельденвейзер, антрополог, і Еммануїл Гольденвейзер, економіст. Сестри Олена Гольденвейзер і Надія Фельдзер (близнюки, 1880—1944) були заарештовані під Ніццою в грудні 1943 року, депортовані в концентраційний табір Дрансі, звідти в Аушвіц, де загинули[11][12][13].
- Дружина — Євгенія Львівна Гольденвейзер (уроджена Гінзбург; 9 квітня 1889 — 1 листопада 1976)[14].
- Дядя (рідний брат матері) — поет в драматург Леонід Григорович Мунштейн, був одружений з Тетяною Щепкиною-Куперник.

## Автор праць
- А. А. Гольденвейзер. Зачатки банкового дела. Древний мир. В кн. Банковая энциклопедия, под общей редакцией профессора Л. Н. Яснопольского. Киев: Типография Киевской 2-й артели, 1917.
- А. А. Гольденвейзер. Якобинцы и большевики: психологические параллели. Берлин: Мысль, 1922. — 55 с.
- А. А. Гольденвейзер. Из киевских воспоминаний (1917—1920 гг). — Архив русской революции издаваемый И. В. Гессеном. — Берлин : Slowo-Verlag, 1922. — Т. VI. — С. 161—303. — 366 с. В кн. «Архив русской революции». В 22 тт. Т. 5—6. М., «Терра»—Политиздат, 1991.
- А. А. Гольденвейзер. Я. Л. Тейтель (1850—1935). Нью-Йорк, 1944.
- А. А. Гольденвейзер. В защиту права (статьи и речи). Нью-Йорк: Издательство имени Чехова, 1952. — 266 с.
- А. А. Гольденвейзер. Впечатления русского юриста в Америке: юридические факультеты — суды — адвокатура. Нью-Йорк: Союз русских евреев, 1954; Париж: Объединение русской присяжной адвокатуры во Франции, 1954. — 41 с.
- М. М. Новиков, К. Г. Белоусов, А. А. Гольденвейзер, Г. И. Новицкий, В. А. Юревич. Двухсотлетие Московского университета, 1755—1955: Празднование в Америке (Moscow University Bicentennial, 1755—1955: Celebration in America). Организационный комитет по празднованию юбилея. Нью-Йорк, 1956. — 150 с.
- А. А. Гольденвейзер, Я. Г. Фрумкин, Г. Я. Аронсон. Книга о русском еврействе. Том 1: 1860—1917; том 2: 1917—1967. Нью-Йорк: Союз русских евреев, 1960 и 1968. — 467 с.; М.: Мосты культуры — Гешарим, 2002.
- А. А. Гольденвейзер. Правовое положение евреев в России. Нью-Йорк: Союз русских евреев, 1960. — 44 с.
- Alexis Goldenweiser, Jacob Frumkin, Gregory Aronson. Russian Jewry (1860—1917). New York: Thomas Yoseloff, 1966.
- Alexis Goldenweiser, Jacob Frumkin, Gregody Aronson. Russian Jewry (1917—1967). New York: Thomas Yoseloff, 1969.